# Garden of Remembrance

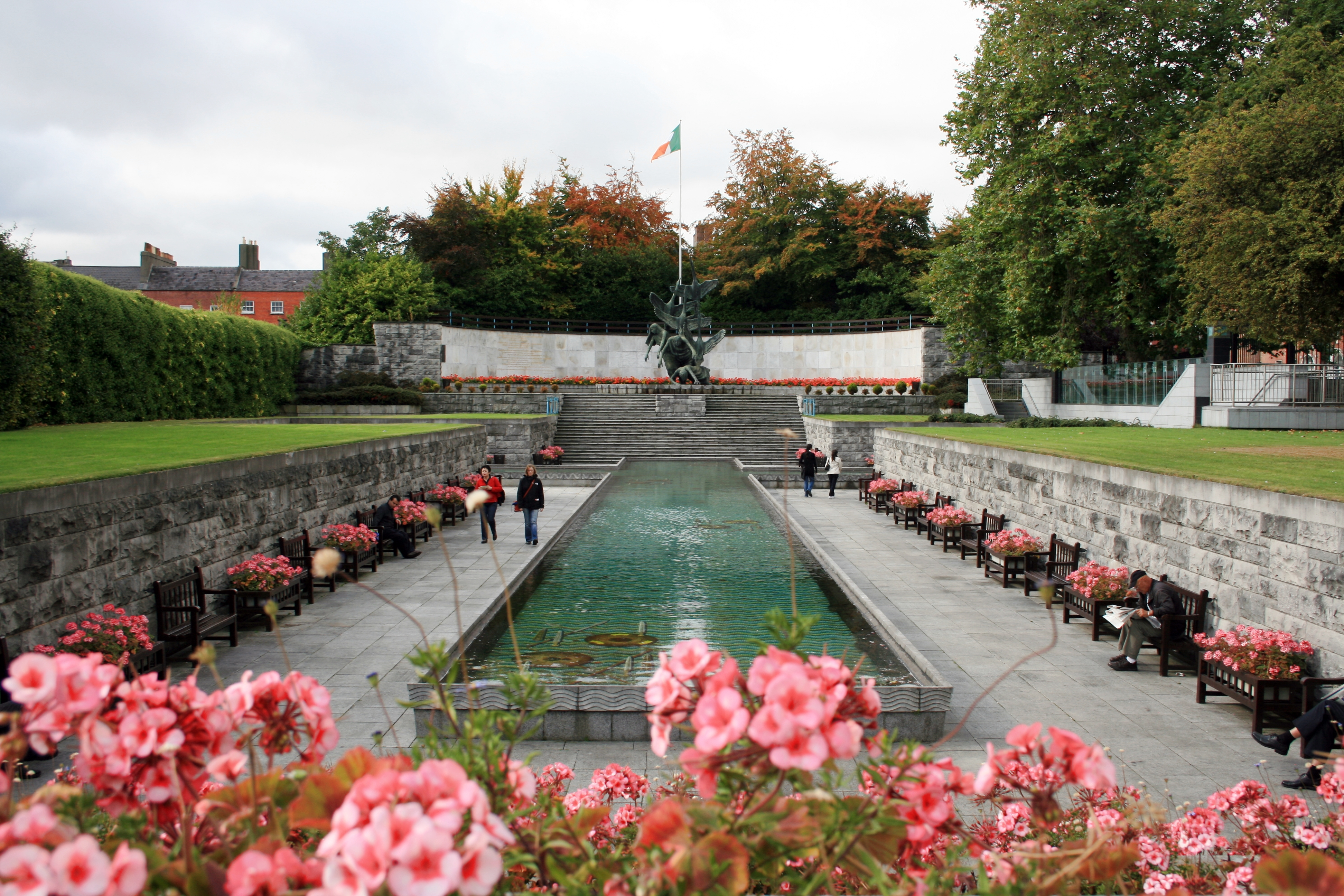
Garden of Remembrance

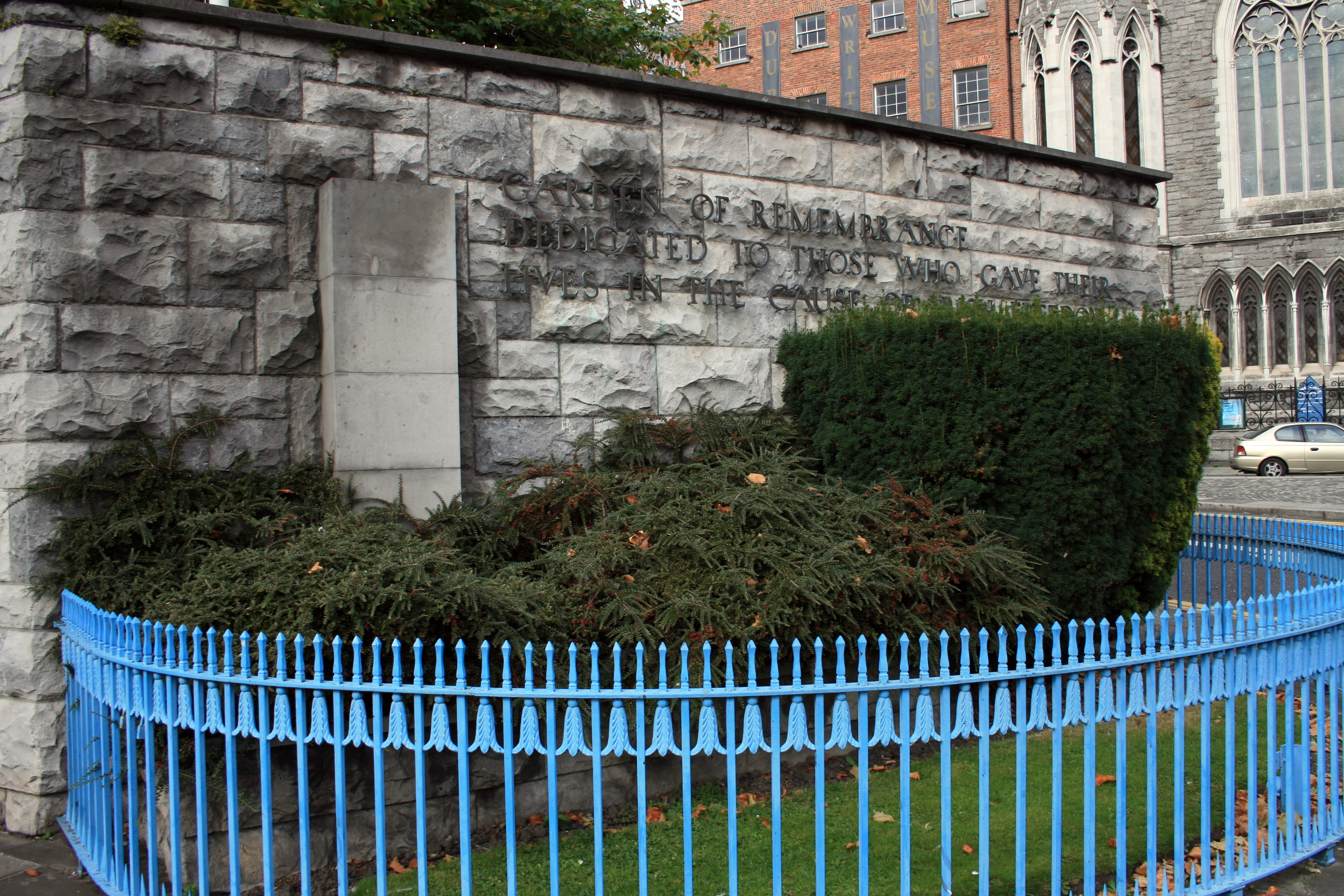
Inschrift am Eingang

Der Garden of Remembrance (irisch: An Gairdín Cuimhneacháin, deutsch: Garten der Erinnerung) ist ein als Gedenkstätte angelegter Garten in der irischen Hauptstadt Dublin zum Gedenken an „alle diejenigen, die ihr Leben für die Sache der irischen Freiheit gaben“.
Er befindet sich im nördlichen Fünftel der ehemaligen Rotunda Gardens im Parnell Square, einem Platz im Stil der Georgianischen Architektur nahe dem nördlichen Ende der O’Connell Street und dem Gate-Theater.

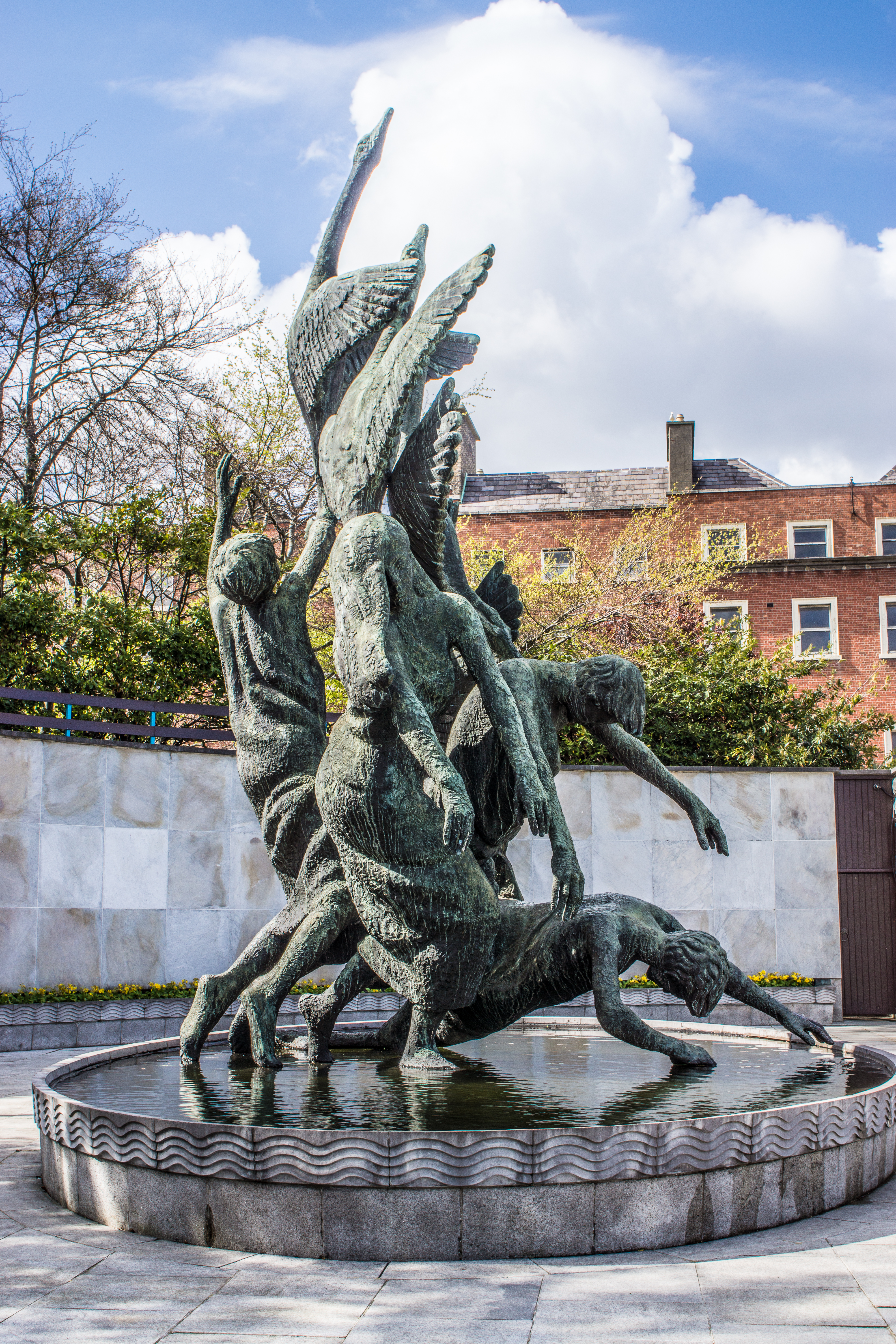
Skulptur der Kinder Lirs

## Gedenken
Der Garten erinnert an Freiheitskämpfer aus verschiedenen Aufständen, unter anderem:
- der Rebellion von 1798 der Society of United Irishmen
- der Rebellion von 1803 durch Robert Emmet
- der Rebellion von 1848 durch die Bewegung Junges Irland
- des Fenian-Aufstands von 1867 durch die Fenian Bruderschaft
- des Osteraufstands von 1916 durch die Irish Volunteers und die Irische Bürgerarmee
- des Irischen Unabhängigkeitskrieges der IRA

Der Garten befindet sich an der Stelle, wo die Irish Volunteers im Jahre 1913 gegründet wurden und wo einige der Führer des Osteraufstands von 1916 über Nacht festgehalten wurden, bevor man sie in das Gefängnis Kilmainham Gaol verbrachte. Der Garden of Remembrance wurde 1966 vom irischen Staatspräsidenten Eamon de Valera zum fünfzigsten Jahrestag des Osteraufstandes von 1916 – in dem er Kommandant war – eröffnet.
Die britische Königin Elisabeth II. besuchte den Garten am 17. Mai 2011 im Rahmen ihres historischen viertägigen Staatsbesuches und legte dort einen Kranz nieder. Dies war der erste Besuch eines britischen Monarchen in Irland seit dem von König Georg V. im Jahre 1911.

## Design
Der Garten wurde von Dáithí Hanly entworfen. Er ist mit einem Wasserbecken in der Form eines eingesenkten (christlichen) Kreuzes versehen. Der Boden des Beckens ist mit Mosaiken blaugrüner Wellen und keltischer Waffen verziert. Dies erinnert an die alte Sitte, als Zeichen der Einstellung der Feindseligkeiten die Waffen ins Wasser zu werfen. Daneben ist eine Statue der Kinder Lirs von Oisín Kelly als Symbol der Wiedergeburt und Auferstehung Schwerpunkt des Gartens; sie wurde 1971 aufgestellt.